# Svartholms fästning

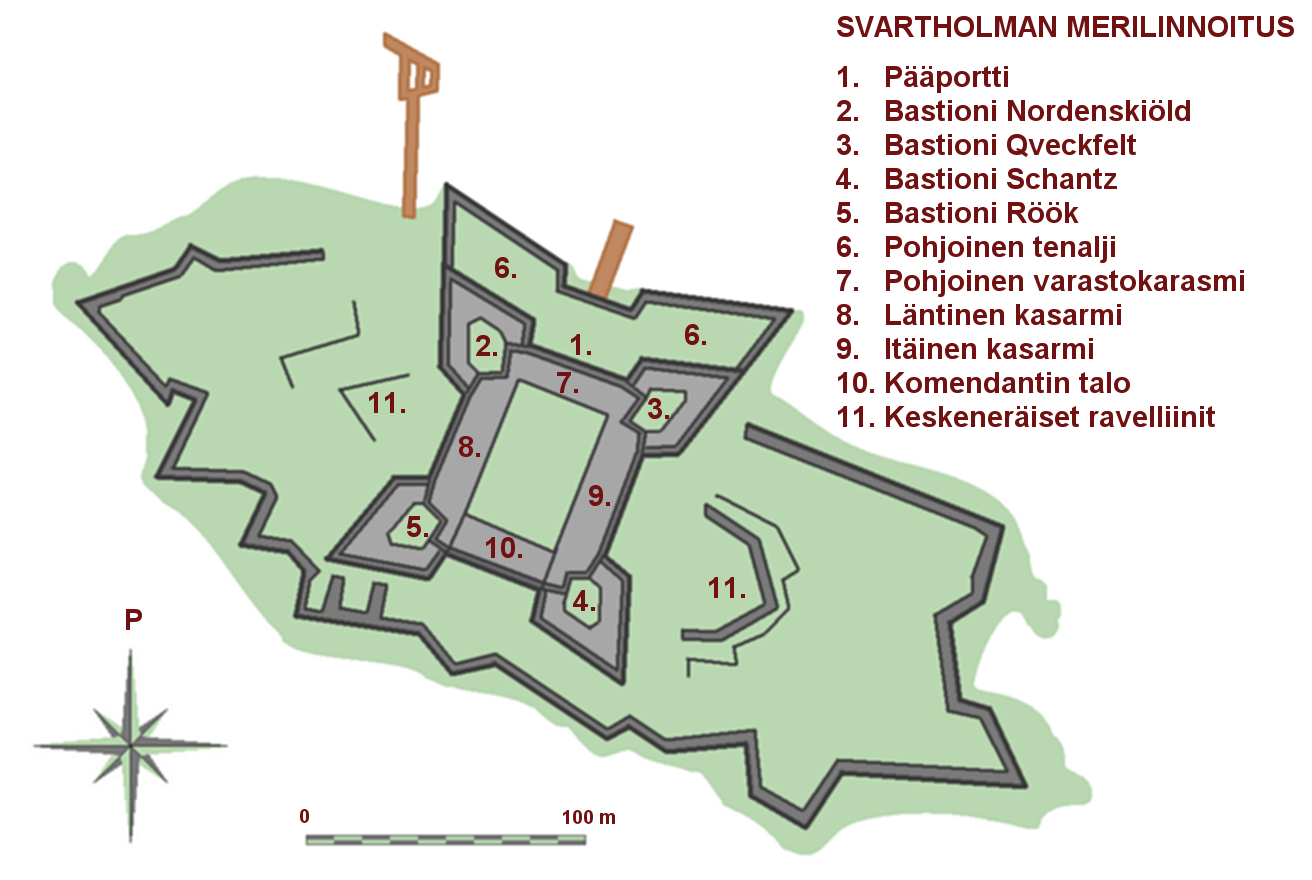
Svartholms fästning:
1. Huvudport
2. Bastion Nordenskiöld
3. Bastion Qveckfelt
4. Bastion Schantz
5. Bastion Röök
6. Norra tenaljen
7. Norra förrådskasematten
8. Västra kasematten
9. Östra kasematten
10. Kommendörens hus
11. Icke färdigställda raveliner

Befästningarna på Svartholm byggdes åren 1749–64 under ledning av general Augustin Ehrensvärd. 
Sjöfästningen ligger vid inloppet till Lovisaviken cirka 10 kilometer söder om Lovisa. Fästningen skulle vara bas för den svenska skärgårdsflottan i kombination med en landfästning vid Degerby – nuvarande Lovisa. Syftet var att förhindra ryska styrkors inmarsch i det svenska riket.
Fästning och landfästningen i Lovisa byggdes efter Sveriges territoriella förlust i samband med Åbofreden 1743.
Svartholm representerar svensk befästningsteknik från slutet av 1700-talet och är en viktig del av försvarshistorien vid rikets östgräns. Svartholms sjöfästning och landfästningen i Lovisa är den östra utposten till huvudfästningen Sveaborg.

## Historia
Av centralfästningens planerade sex bastioner byggdes endast två hörnbastioner. Det pommerska kriget avbröt tillfälligt arbetena 1757. År 1788 sattes dock Svartholm i försvarsdugligt skick. Då finska kriget bröt ut 1808 var arbetena endast delvis klara. Av kanoner och mörsare fanns endast en tredjedel av den mängd som behövdes. Fästningen hade antagligen kunnat försvara sig mot fartyg rätt bra, men redan på 1760-talet insåg man att ett tillräckligt artilleri inte kunde placeras på fästningen. Ytterligare var försvarsverken på den södra sidan kraftigt bristfälliga.
Under det finska kriget 1808–09 var Lovisa målet för ryssarnas första dagsmarsch och huvudparten av armén gick över gränsen vid Abborrfors den 21 februari 1808. Ryssarna omringade snabbt Svartholm. Det ryska artilleriet besköt fästningen sporadiskt och den tog inte någon nämnvärd skada. Genom beslut av officerskåren, ledd av Carl Magnus Gripenberg, kapitulerade Svartholms garnison med 700 man nästan utan motstånd den 18 mars 1808. Orsakerna till kapitulationen är i viss mån oklara, men det förefaller klart att officerskåren varken trodde på fästningens eller Sveriges förmåga att försvara sig mot Ryssland i detta krig.
Som många andra finska officerare övergick Gripenberg snabbt i rysk tjänst efter kapitulationen. För kapitulationen blev han av många i Sverige stämplad som en förrädare. Han var en av det flertal officerare som skulle dömas till döden för förlusten av Finland. Till följd av allmän amnesti avbröts rättsprocessen även för hans del.
Under ryska tiden hade Svartholm inte mera strategisk betydelse. Fästningen användes delvis som militär bas och delvis som fängelse för finska fångar (1834–52).
Brittiska trupper raserade en stor del av befästningarna 1855 under Krimkriget, men mycket har ändå bevarats. Svartholm har en god hamn och är ett utmärkt utflyktsmål.

## Galleri

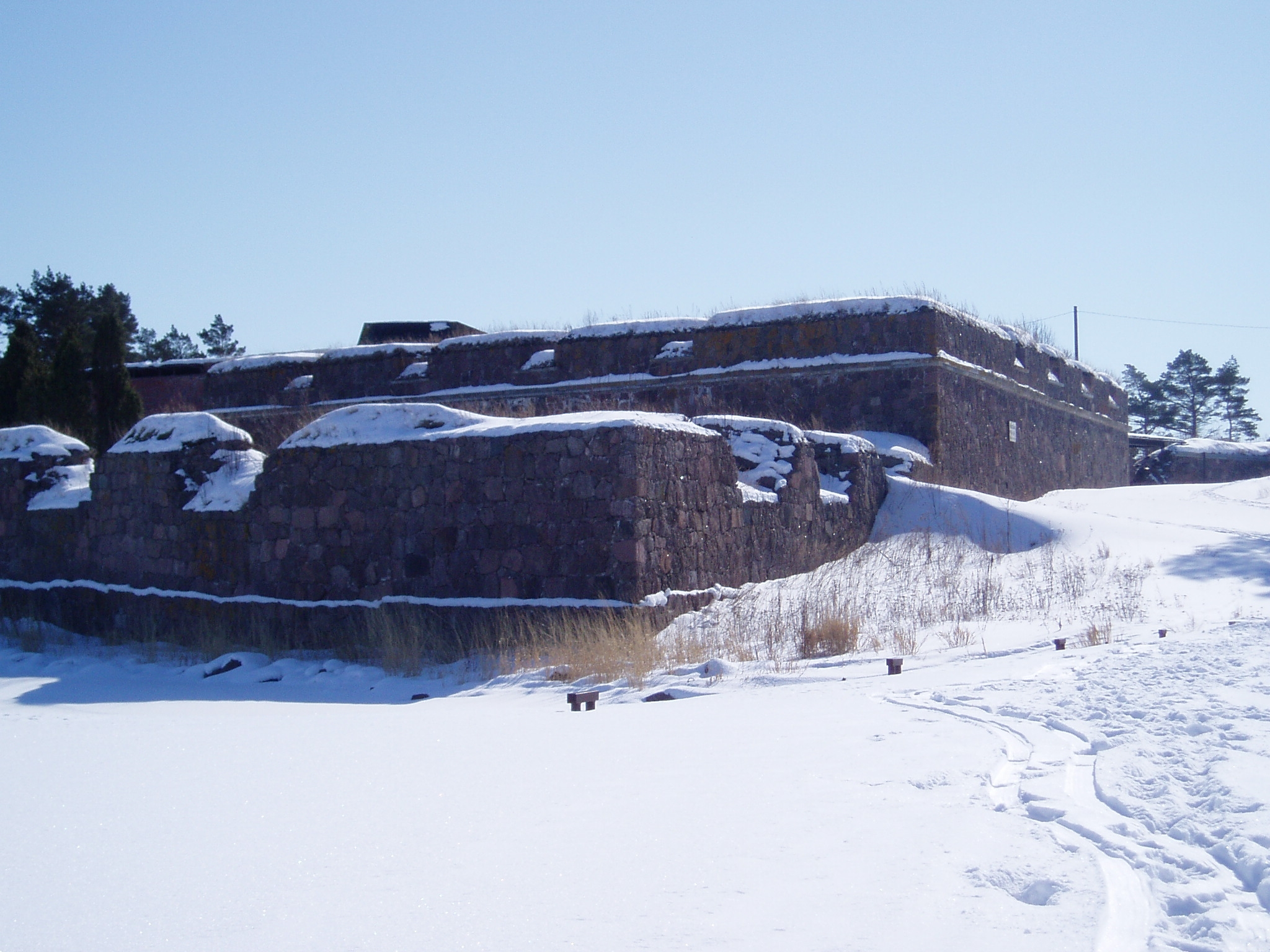
I förgrunden ser man fästningens huvudport med tenaljens skyddande hörn och i bakgrunden ser man bastion Nordenskiöld.
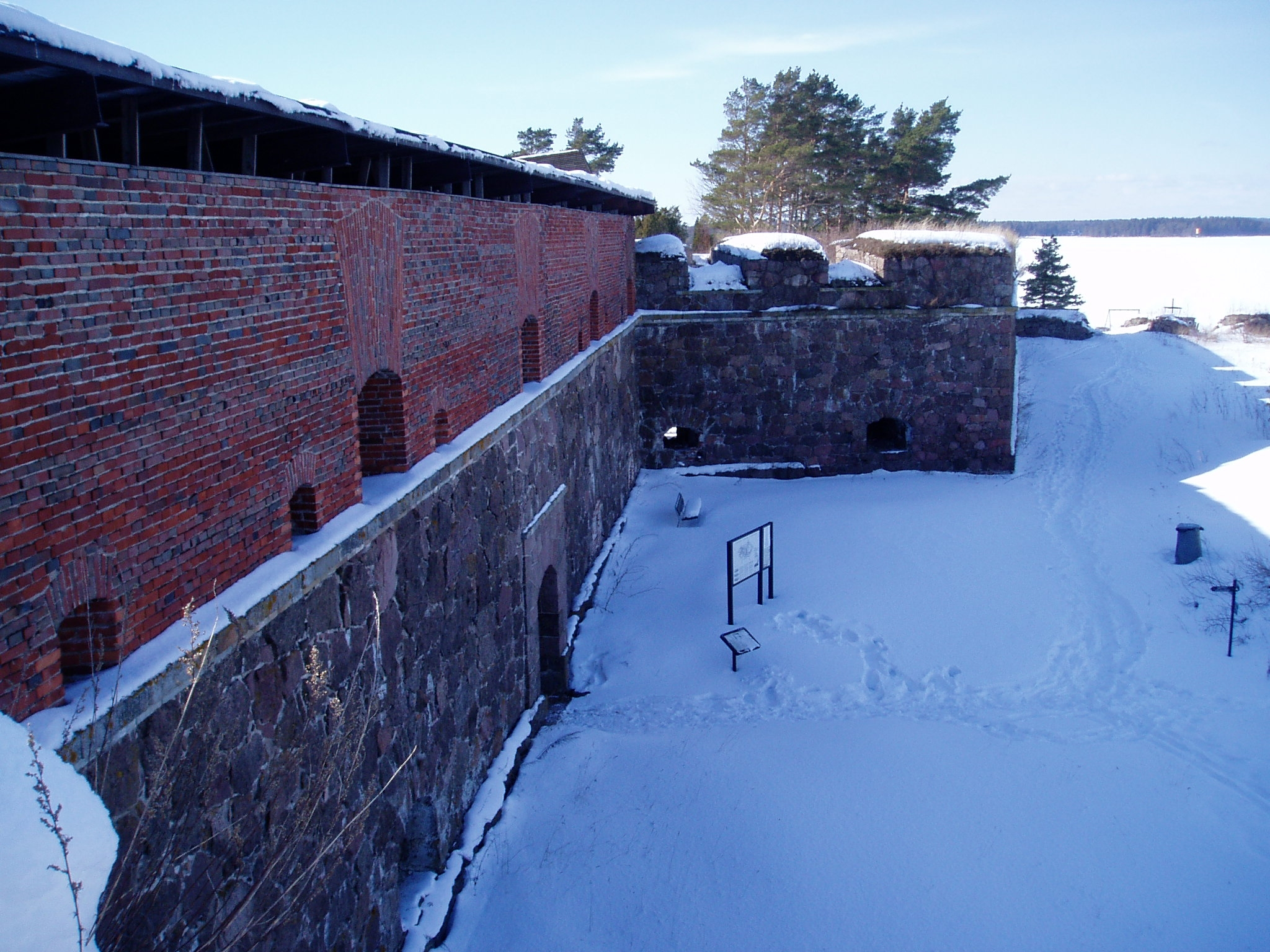
Fästnigens norra curtaine och huvudporten sedd från bastion Qveckfelt. I bakgrunden ser man bastion Nordenskiöld.
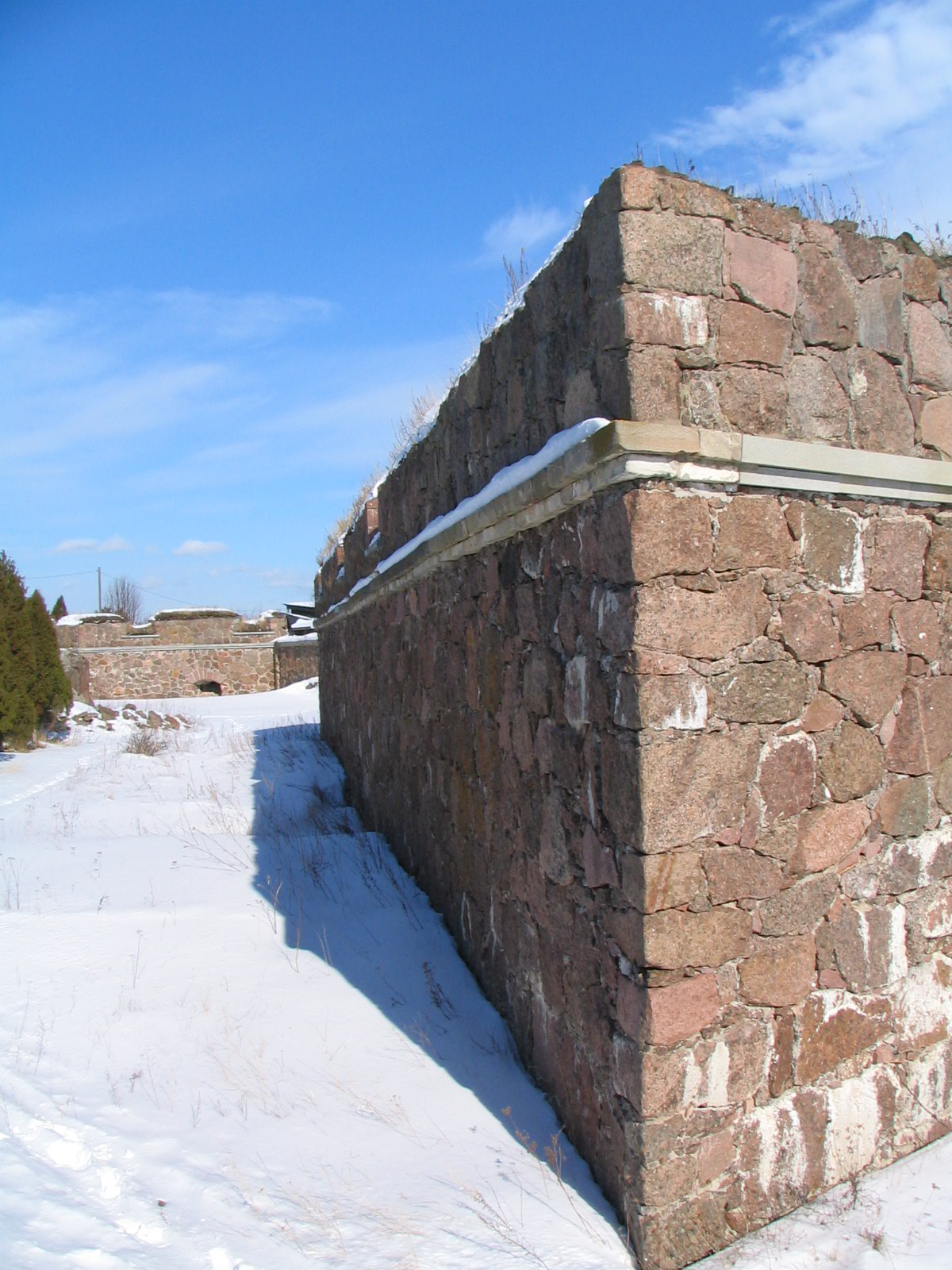
Till höger är bastion Rööks skarpa kant och i bakgrunden finns bastion Nordenskiöld.
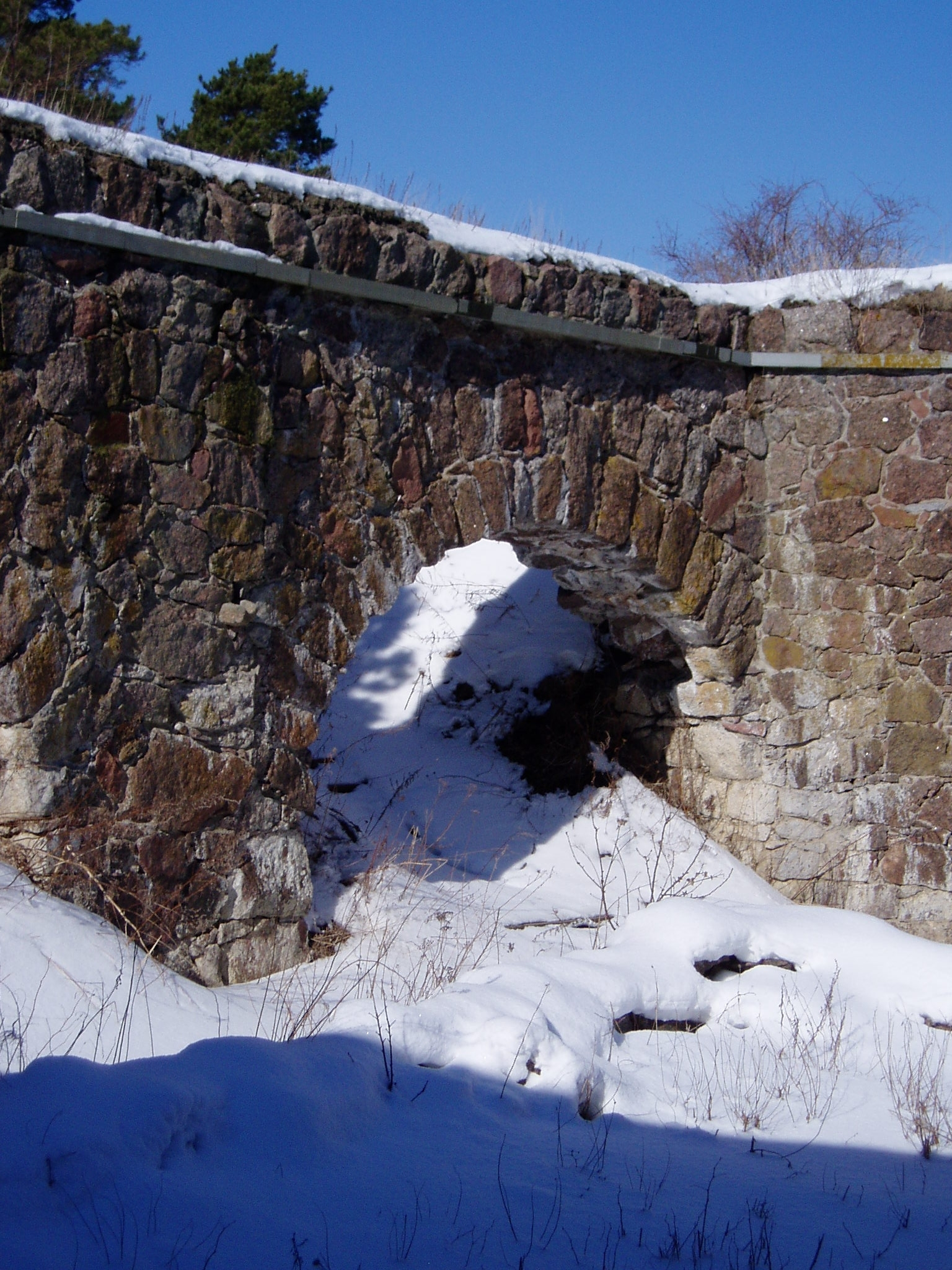
En detalj från muren till bastion Nordenskiöld.
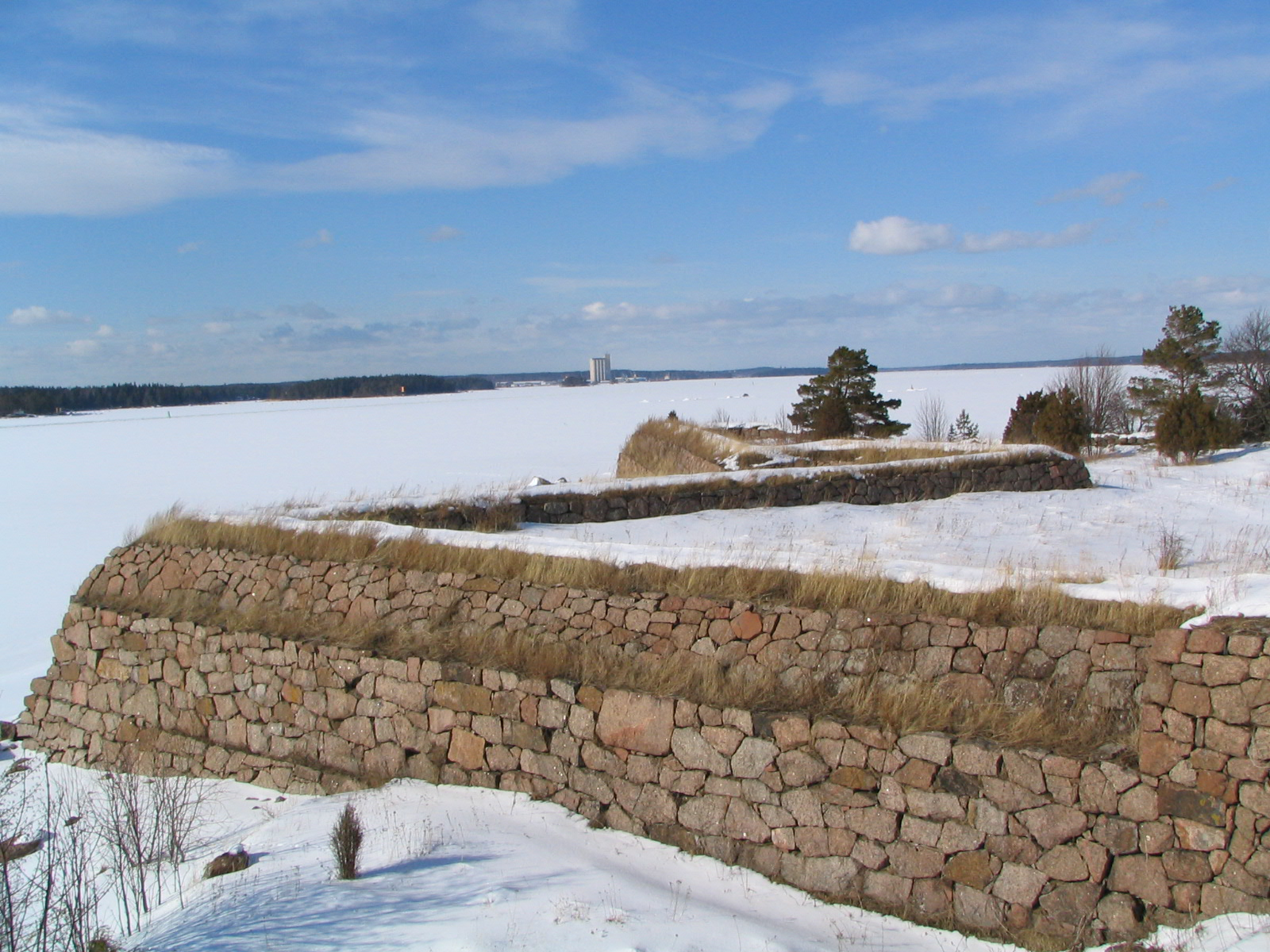
Svartholms fästnings bastionskonstruktioner stiger nästan direkt upp ur havet.
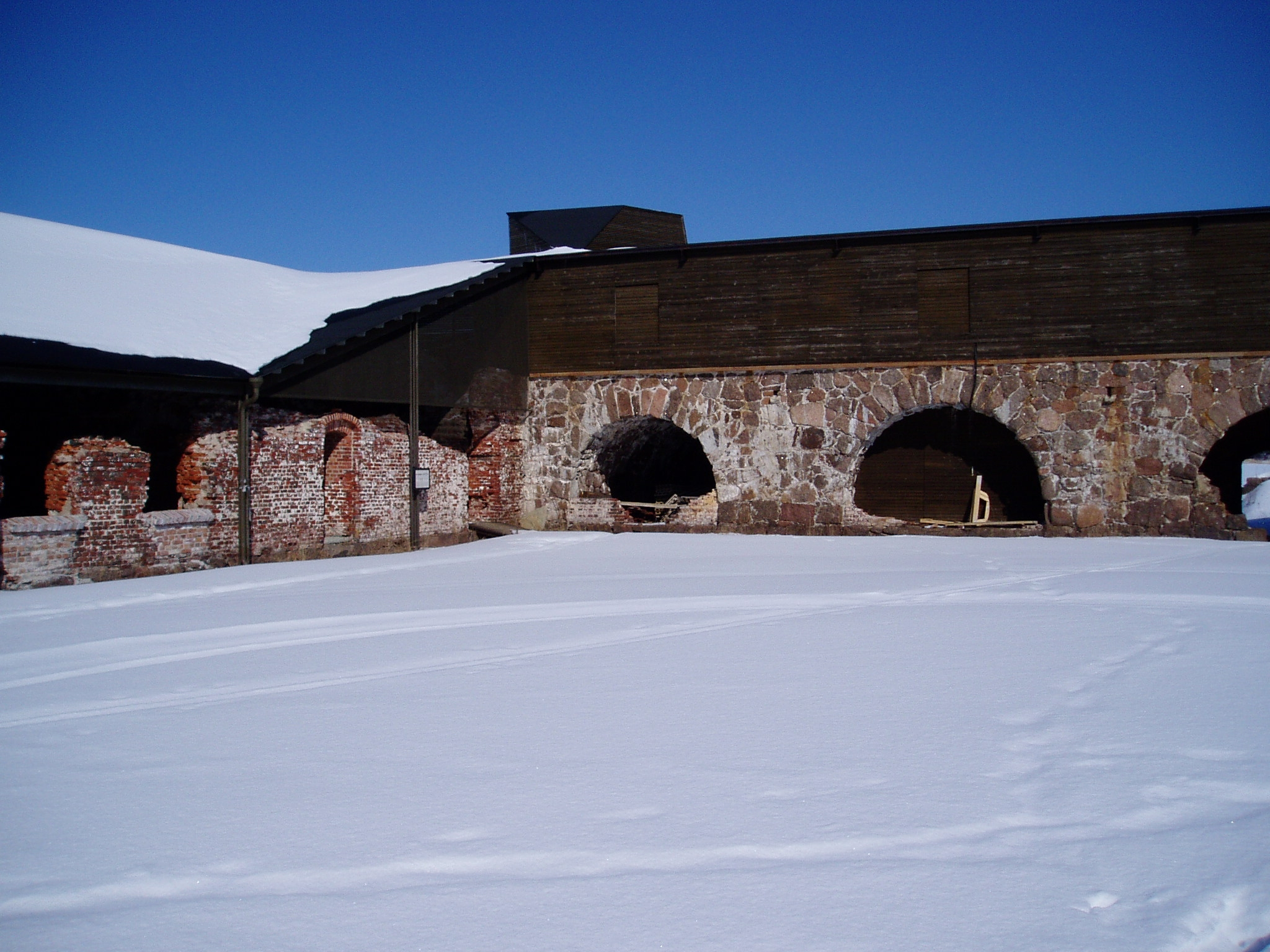
Fästningens borggård. Till vänster ser man ruinerna av den västra kasematten och till höger den återuppbyggda norra kasematten.
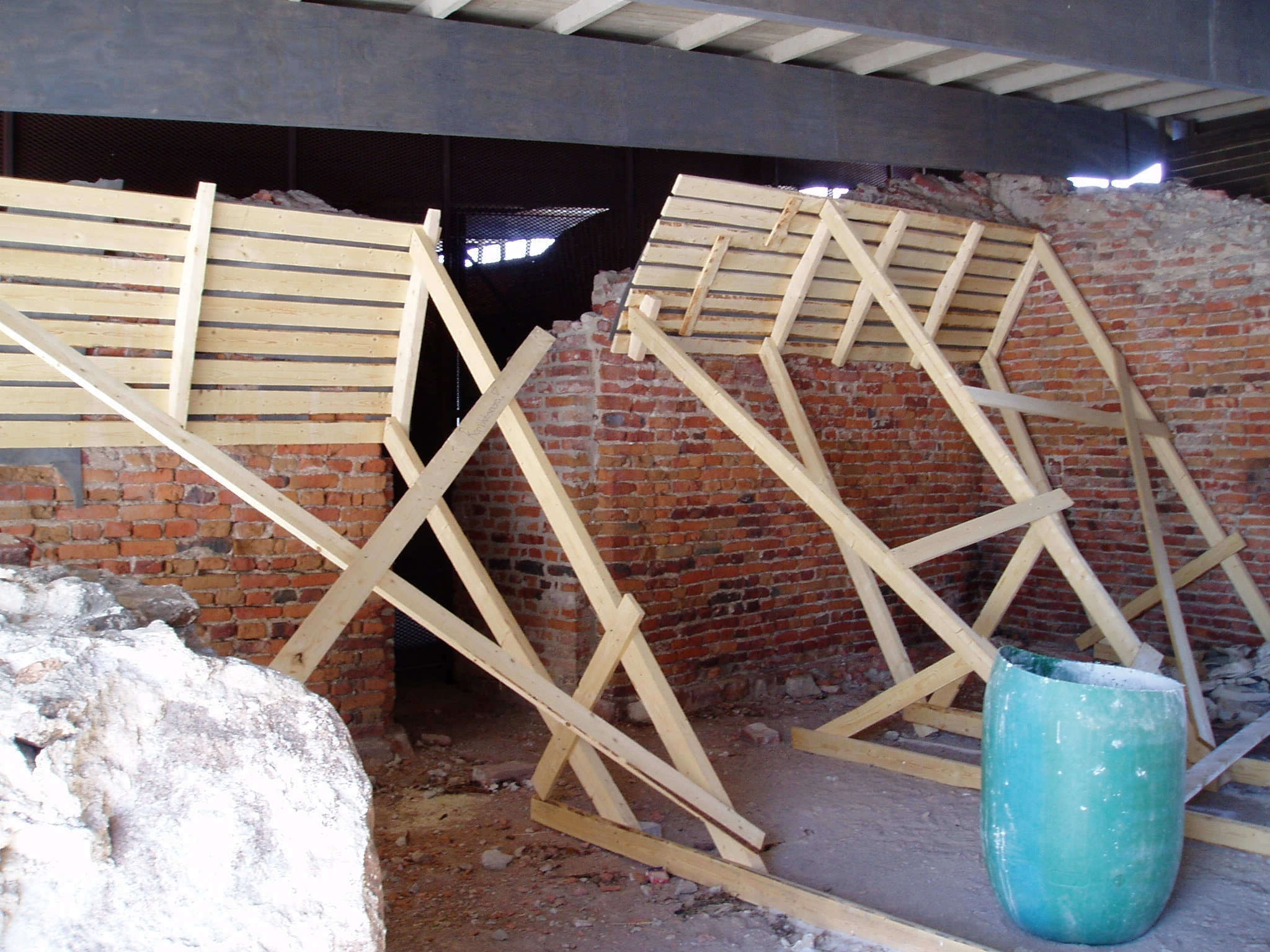
Museiverket har renoverat fästningen sedan 1960-talet.
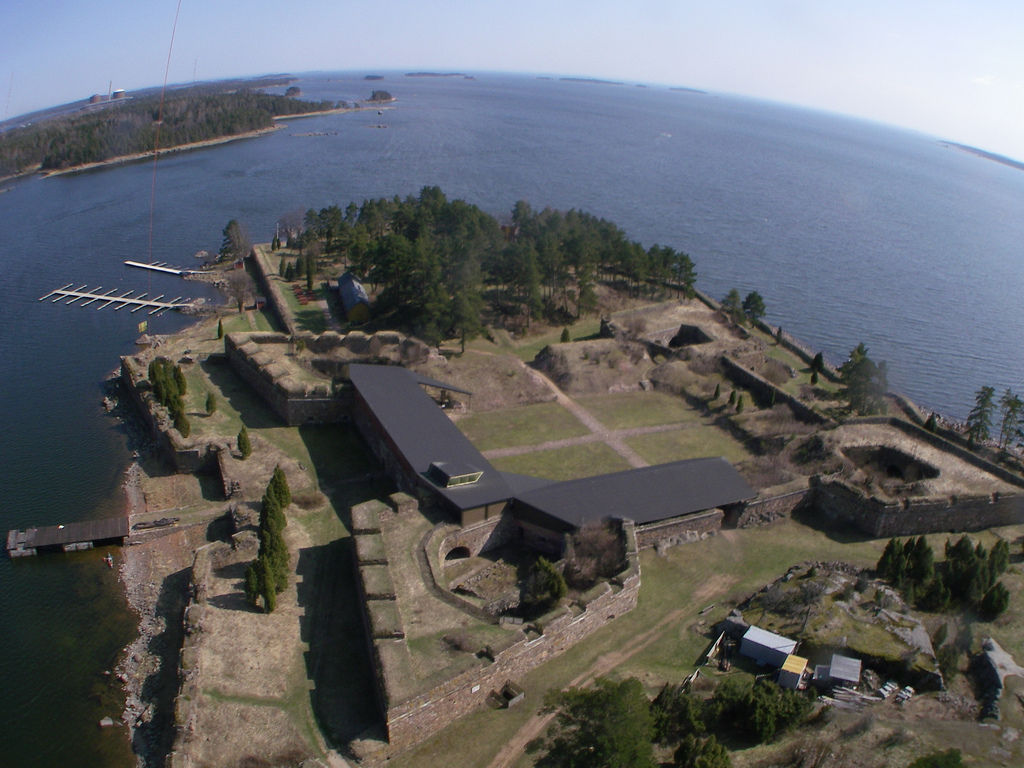
Svartholms fästning